# Cmentarz wojenny nr 25 – Trzcinica

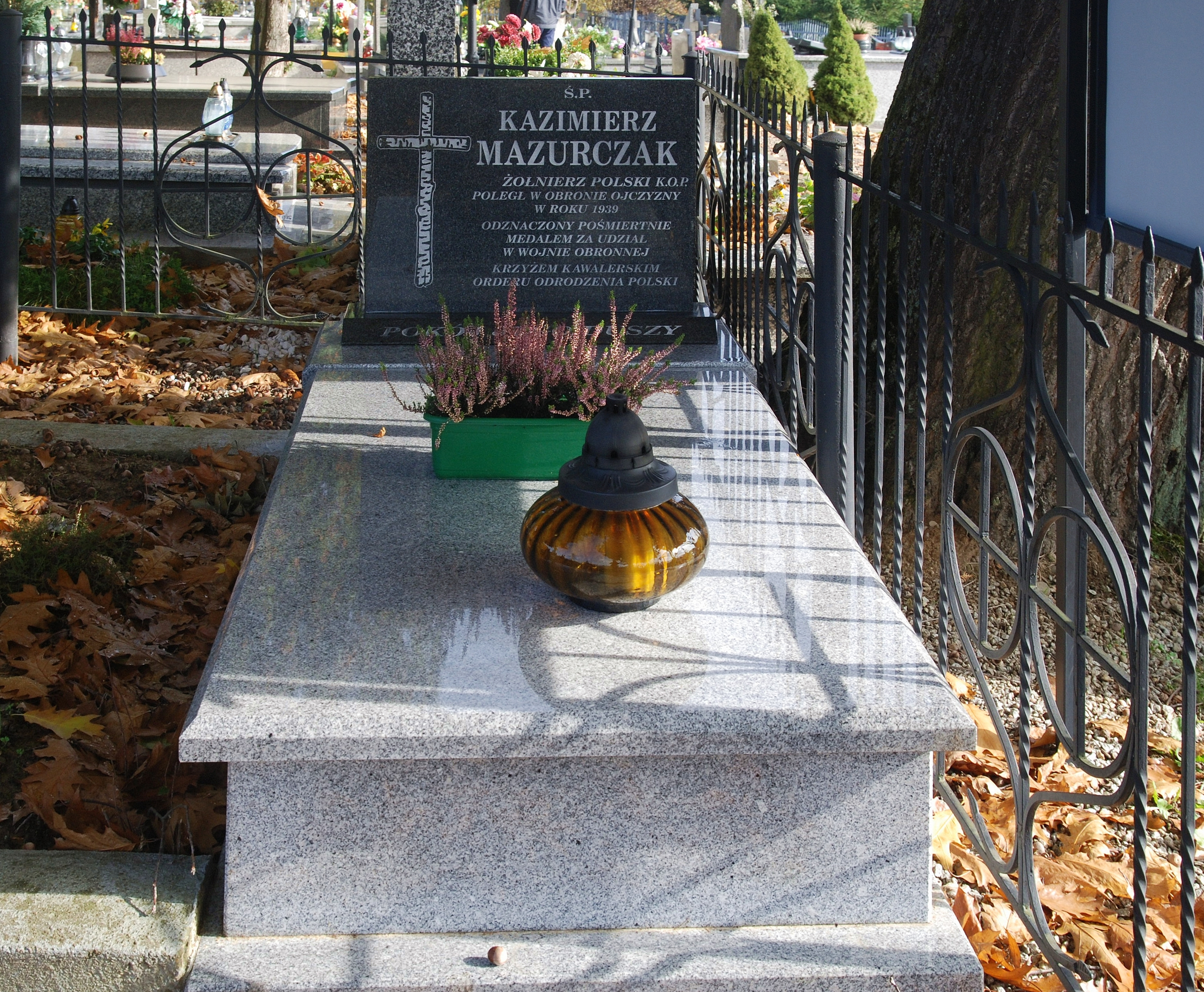
Mogiła Kazimierza Mazurczaka

Cmentarz wojenny nr 25 - Trzcinica – cmentarz z I wojny światowej, zaprojektowany przez Johanna Jägera, położony na terenie wsi Trzcinica w gminie Jasło w powiecie jasielskim w województwie podkarpackim. Jeden z ponad 400 zachodniogalicyjskich cmentarzy wojennych zbudowanych przez Oddział Grobów Wojennych C. i K. Komendantury Wojskowej w Krakowie. Należy do II Okręgu Cmentarnego Jasło.

## Opis
Nekropolia znajduje się na cmentarzu parafialnym w Trzcinicy jako wydzielona kwatera wojskowa po północnej stronie drogi krajowej nr 28 na odcinku Jasło-Gorlice, na działce ewidencyjnej nr 791.
Cmentarz ma kształt prostokąta z podłużną osią symetrii o powierzchni ogrodzonej około 95 m². Głównym akcentem architektonicznym obiektu jest umieszczony w linii tylnego (zachodniego) ogrodzenia kamienny pomnik centralny w formie wysokiej steli na cokole zakończonej dwuspadowo. Na licu steli konsola podtrzymująca duży żeliwny krzyż austriacki. Na dole steli tablica inskrypcyjna. Ogrodzenie zbudowane z metalowych prętów z wejściem od strony wschodniej. Układ grobów kwaterowy z nagrobkami w formie dużego ażurowego żeliwnego krzyża rosyjskiego i mniejszego łacińskiego żeliwnego z płaskownika z ząbkowaną glorią.

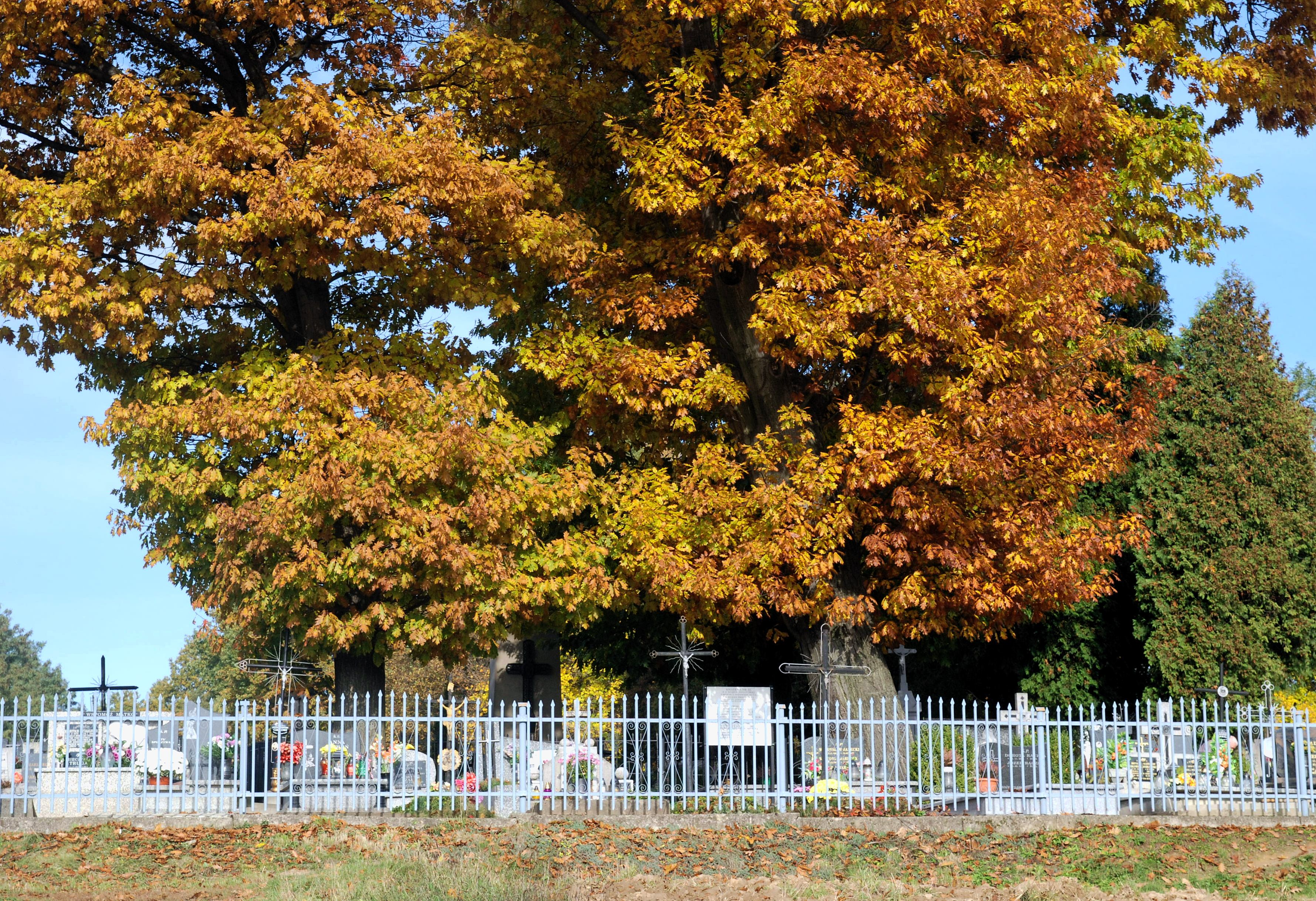
Widok ogólny
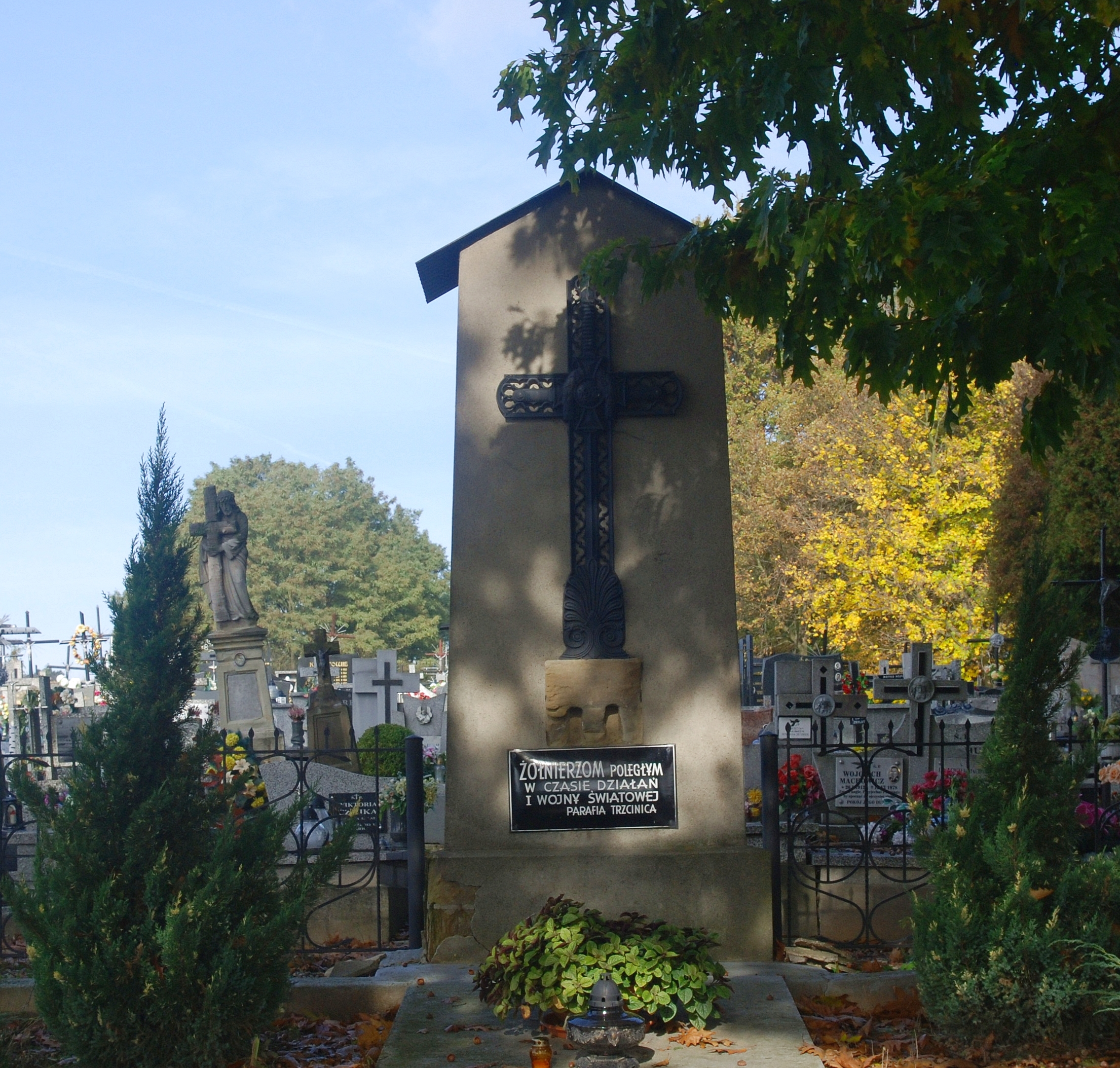
Pomnik główny
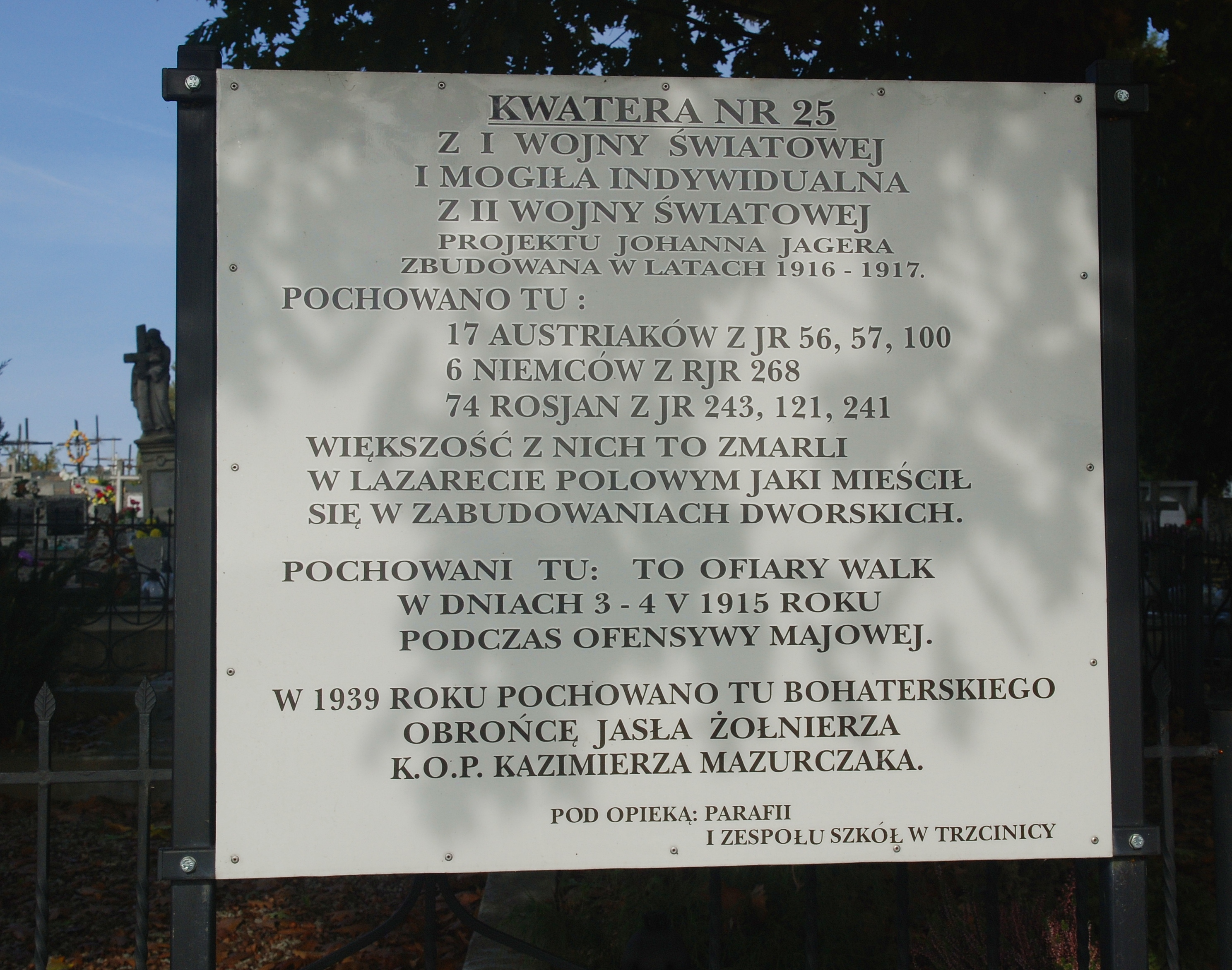
Tablica informacyjna

Na cmentarzu pochowano 97 żołnierzy w 3 mogiłach zbiorowych:
- 17 żołnierzy austriackich z: 56, 57, 100 Pułku Piechoty
- 6 żołnierzy niemieckich z 268 Rezerwowego Pułku Piechoty
- 74 żołnierzy rosyjskich między innymi z jednostek: 121 Penzeński Pułk Piechoty, 241 Siedlecki Pułk Piechoty, 243 Chełmski Pułk Piechoty

uczestnikach walk w dniach 3-4 maja 1915. Większość pochowanych to zmarli w szpitalu polowym, jaki mieścił się w pobliskich zabudowaniach dworskich.
Znajduje się tu także mogiła bohaterskiego obrońcy Jasła w 1939, żołnierza KOP Kazimierza Mazurczaka.
Cmentarz podczas remontu w latach 1987-88 znacznie zmieniono: został pomniejszony, pomnik centralny otynkowano, pierwotne ogrodzenie w postaci drewnianego płotu na podmurówce zastąpiono metalowym oraz zmianie uległ jego wystrój. Obiekt utrzymany w miarę w dobrym stanie.

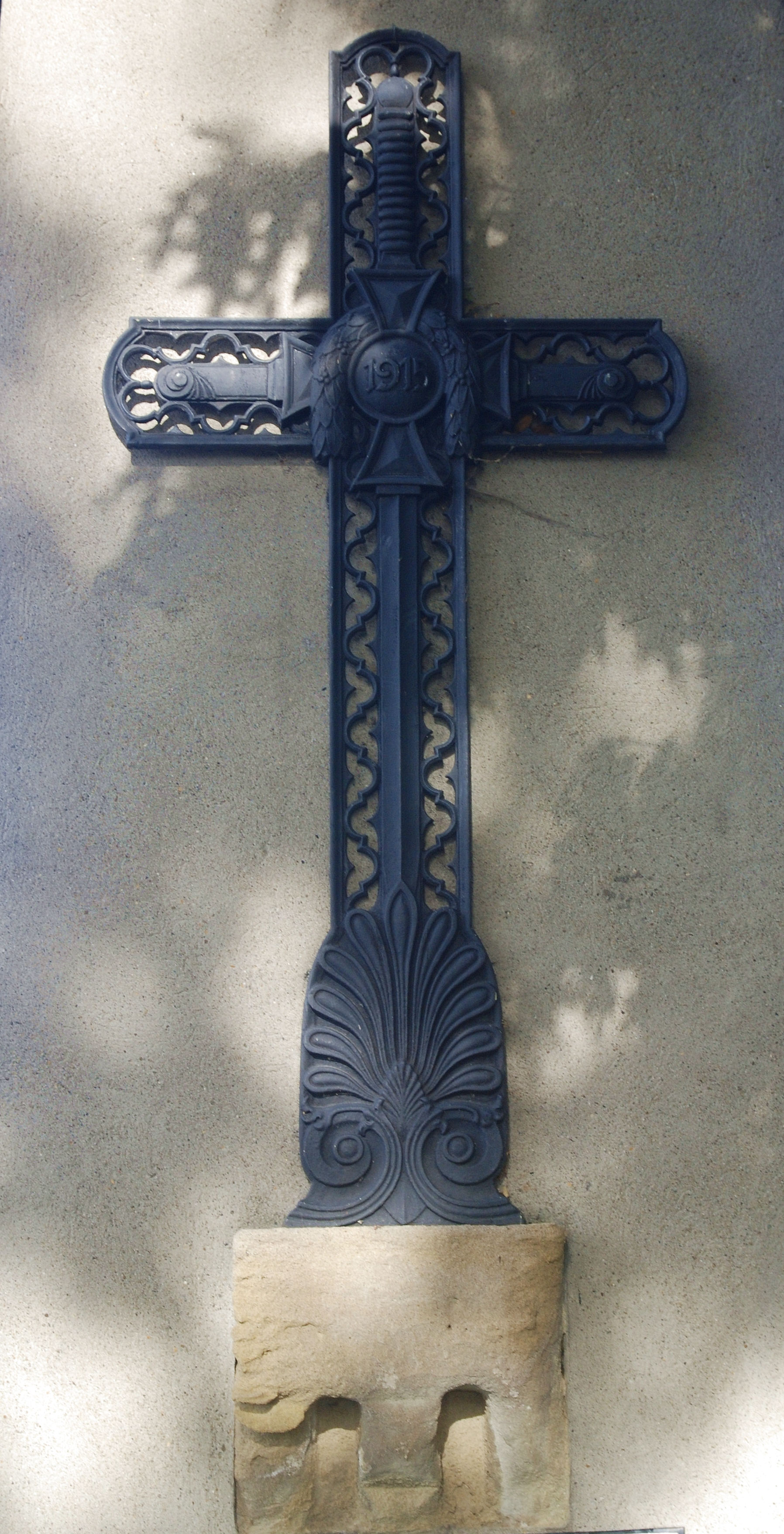
Duży krzyż austriacki
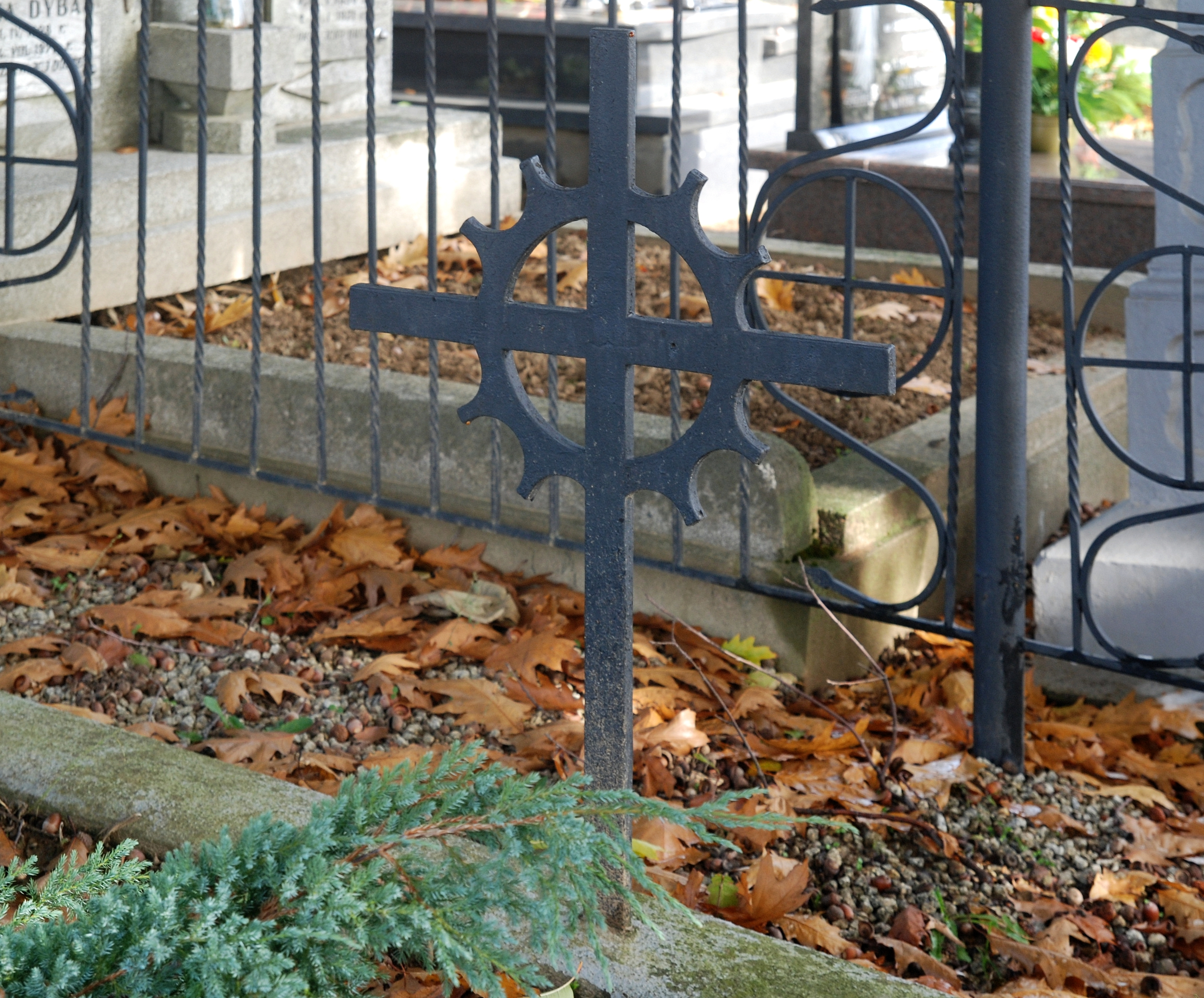
Krzyż łaciński
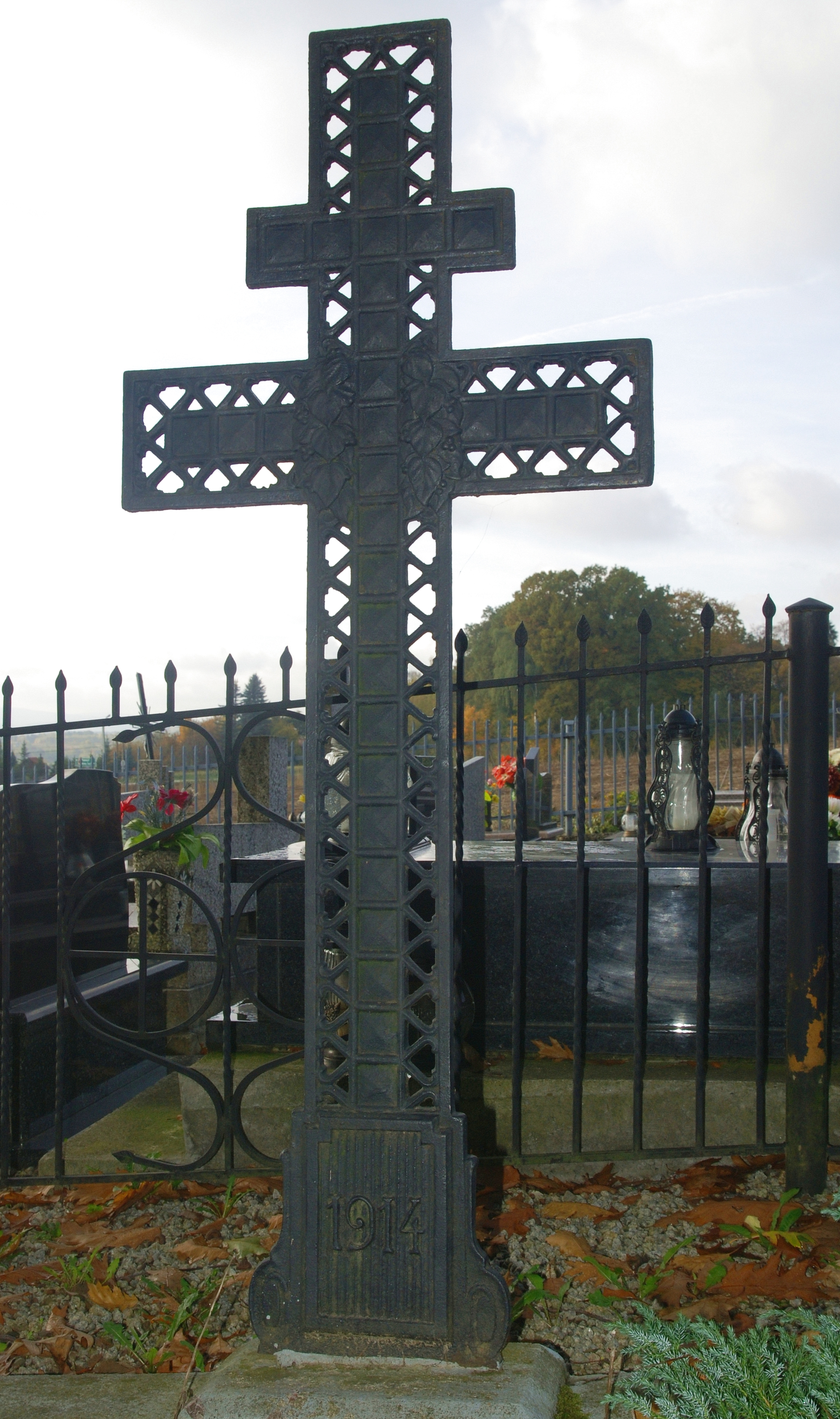
Duży krzyż rosyjski